# Gijs Brouwer
Gijs Brouwer (* 14. März 1996 in Houston, Texas, Vereinigte Staaten) ist ein niederländischer Tennisspieler.

## Persönliches
Brouwer wird vom ehemaligen niederländischen Tennisspieler Michiel Schapers trainiert.

## Karriere
Brouwer spielte kaum auf der ITF Junior Tour und erreichte dort Platz 911 in der Junior-Rangliste.
Bei den Profis spielte Brouwer ab 2014 auf der drittklassigen ITF Future Tour. 2016 erreichte er im Einzel sein erstes Finale. Die ersten Titel gewann er 2017 – je einen in Einzel und Doppel. Dazu kamen im Einzel drei und im Doppel zwei weitere Finals, wodurch er das Jahr in der Tennisweltrangliste auf Platz 513 im Einzel und Platz 605 im Doppel abschloss. 2018 gewann er zwei von vier Finals bei Futures sowie zwei Titel im Doppel. Im Einzel stand er erstmals in den Top 500 der Welt. 2019 kam Brouwer auf der höherdotierten ATP Challenger Tour zu seinem ersten Matchgewinn, als er in Orlando das Achtelfinale erreichte. Ende 2019 in Knoxville besiegte er mit Brayden Schnur (ATP 93) erstmals einen Spieler der Top 100 und erreichte anschließend erstmals das Viertelfinale eines Challengers. Im Doppel stand er in Columbus erstmals im Challenger-Halbfinale. Im Jahr 2020 spielte Brouwer pandemiebedingt nur wenige Turniere und konnte bis Ende des Jahres mit Platz 474 keine Verbesserung in der Rangliste verzeichnen.
2021 gelang Brouwer hingegen ein Fortschritt. Im Einzel gewann er seinen vierten Future-Titel. Darüber hinaus schaffte er aber bei fünf Challengers auch den Sprung in die zweite Runde, womit er es in der Rangliste bis auf Platz 371 schaffte, ein neues Karrierehoch. Im Doppel erhöhte der Niederländer durch vier Titel bei Futures sein Titelkonto auf 8. Bei Challengers zog er gleich zweimal in ein Finale ein – in Barletta verlor er im August, während er drei Monate später in Puerto Vallarta seinen ersten Titel an der Seite von Reese Stalder gewann. 2022 gab Brouwer sein Debüt auf der ATP Tour. Er überraschte den topgesetzten Chilenen Tomás Barrios Vera (ATP 147) in der ersten Runde der Qualifikation des Turniers in Houston und gewann glatt in zwei Sätzen, ehe er in der zweiten Runde auch den sieben gesetzten Kanadier Steven Diez in drei Sätzen schlug. Im Hauptfeld gestaltete er seine Premiere abermals positiv, indem er Feliciano López keine Chance ließ und danach sehr deutlich mit 6:1, 6:1 J. J. Wolf besiegte. Im Viertelfinale verlor er dann gegen den späteren Finalisten Reilly Opelka. In der Weltrangliste konnte er so erstmals in die Top 300 der Weltrangliste einziehen und kann bei Challengers direkt im Hauptfeld an den Start gehen.

## Erfolge
| Legende (Anzahl der Siege) |
| Grand Slam                 |
| ATP Finals                 |
| ATP Tour Masters 1000      |
| ATP Tour 500               |
| ATP Tour 250               |
| ATP Challenger Tour (3)    |

### Einzel

#### Turniersiege
| Nr. | Datum              | Turnier      | Belag     | Finalgegner   | Ergebnis  |
| --- | ------------------ | ------------ | --------- | ------------- | --------- |
| 1.  | 22. September 2024 | Saint-Tropez | Hartplatz | Lucas Pouille | 6:4, 7:62 |

### Doppel

#### Turniersiege
| Nr. | Datum             | Turnier         | Belag     | Partner            | Finalgegner                                 | Ergebnis         |
| --- | ----------------- | --------------- | --------- | ------------------ | ------------------------------------------- | ---------------- |
| 1.  | 27. November 2021 | Puerto Vallarta | Hartplatz | Reese Stalder      | Hans Hach Verdugo Miguel Ángel Reyes Varela | 6:4, 6:4         |
| 2.  | 23. April 2022    | Tallahassee     | Sand      | Christian Harrison | Diego Hidalgo Cristian Rodríguez            | 4:6, 7:5, [10:6] |